# Esquerra Republicana de Catalunya
Die Esquerra Republicana de Catalunya (ERC) (deutsch: „Republikanische Linke Kataloniens“) ist eine katalanische Regionalpartei, die sich selbst als „links von der Mitte“ bezeichnet. Sie tritt für ein von Spanien unabhängiges Katalonien ein, das neben der Autonomen Region Katalonien auch die Region Valencia, die Balearen, Teile von Aragonien (Franja de Aragón) und das in Südfrankreich gelegene Nordkatalonien umfasst. Das unabhängige Andorra wird in dieses Katalonien nicht einbezogen. Die katalanischsprachige Stadt Alghero (Sardinien) zählt die ERC nicht zu den „katalanischen Ländern“. Informationen auf ihrer Website können jedoch teilweise auch auf Sardisch abgerufen werden.
Die Partei war von 2002 bis 2010 während der VII. und VIII. Legislaturperiode des Regionalparlaments zusammen mit den katalanischen Sozialisten (Partit dels Socialistes de Catalunya, PSC) und den katalanischen Grünen (Iniciativa per Catalunya Verds, ICV) Teil der regierenden Dreiparteien-Koalition (Tripartit). In der X. Legislaturperiode (2012–2015) tolerierte die ERC eine Minderheitsregierung der Convergència i Unió, (CiU). Nach der Spaltung der CiU (Spaltung in CDC und UDC) aufgrund von politischen Differenzen im Hinblick auf eine Unabhängigkeit Kataloniens von Spanien schloss sich die ERC für die Parlamentswahl in Katalonien 2015 mit der CDC, die die bisherige Regierung anführte, im Wahlbündnis Junts pel Sí zusammen.

## Geschichte
Die ERC entstand bereits 1931 aus einem Zusammenschluss der Parteien Partit Republicà Català, L'Opinió und Estat Català. Noch im selben Jahr gewann sie die katalanischen Wahlen, und ihr Vorsitzender Francesc Macià i Llussà rief eine unabhängige katalanische Republik aus. Allerdings mussten sich die Katalanen mit einem Autonomiestatut begnügen, und als Maciàs Nachfolger Lluís Companys nur drei Jahre später erneut versuchte, die Unabhängigkeit zu erklären, wurde die katalanische Regierung abgesetzt und Companys vorerst verhaftet.
Bei den landesweiten Wahlen von 1936 unterstützte die ERC die Volksfront (Frente Popular). In Katalonien gewann sie wiederum die Wahlen und Companys wurde erneut katalanischer Präsident.
Nach dem Spanischen Bürgerkrieg wurde die ERC durch Franco verboten. Companys floh gegen Ende des Bürgerkrieges nach Frankreich, wurde aber dort von der deutschen Besatzungsmacht gefangen genommen und ausgeliefert und im Oktober 1940 hingerichtet.
Während der Franco-Diktatur bestand die ERC im Exil fort und mit Josep Tarradellas war ein ERC-Mitglied Präsident der katalanischen Exilregierung. Tarradellas wurde 1977 nach der Rückkehr aus dem Exil auch erster Präsident der provisorischen Regionalregierung (Generalitat).
Zuvor war die ERC am 2. August 1977 im Zuge der Demokratisierung Spaniens (Transition) wieder als Partei zugelassen worden.

## Die ERC heute
Die Popularität der ERC schien nach der Jahrtausendwende zuzunehmen, erlitt seit 2006 aber sowohl bei den nationalen als auch bei den Regionalwahlen Einbußen. Erreichte die Partei 1999 bei den Regionalwahlen 12 Sitze (8,7 %) im katalanischen Parlament, so wurde sie 2003 mit 23 Sitzen (16,5 %) drittstärkste Kraft und beteiligte sich an der Drei-Parteien-Koalition mit der PSC und der ICV unter Ministerpräsident Pasqual Maragall (PSC). Bei den katalanischen Regionalwahlen 2006 errang sie 21 Sitze (15,6 %) im katalanischen Parlament und beteiligte sich an einer Neuauflage der Drei-Parteienkoalition unter dem Sozialisten José Montilla. Seitdem war die ERC mehrmals Auslöser polemischer Debatten in Spanien – etwa durch das Treffen des Parteivorsitzenden Josep-Lluís Carod-Rovira mit Mitgliedern der baskischen Terrororganisation ETA Anfang 2004 oder durch die Weigerung Carod-Roviras, auf einer Israel-Reise der katalanischen Regionalregierung im Mai 2005 an einer Gedenkfeier für Jitzchak Rabin in Jerusalem teilzunehmen, da dort nur die spanische, nicht die katalanische Fahne gehisst werden sollte. Die Reform des katalanischen Autonomiestatuts, durch die der Regionalregierung neue Kompetenzen übertragen wurden, wurde im September 2005 von der ERC zunächst mitbeschlossen, später aber wegen diverser Abstriche gegenüber dem ursprünglich verabschiedeten Entwurf abgelehnt (unter anderem aufgrund der Streichung des Begriffs der „Katalanischen Nation“ aus dem Entwurfstext). Dies führte im Mai 2006 zu einer Krise, in deren Folge die ERC die Regionalregierung verließ, woraufhin Neuwahlen ausgerufen wurden. Bei den Wahlen im November 2006 musste die ERC leichte Einbußen hinnehmen und erreichte 21 Sitze (14,1 %). Unter dem neuen katalanischen Ministerpräsidenten José Montilla (PSC) wurde die Drei-Parteien-Koalition daraufhin fortgesetzt. Bei den Regionalwahlen im November 2010 verlor die ERC mehr als die Hälfte ihrer Mandate und war als fünftstärkste Partei nur noch Oppositionspartei. Bei der katalanischen Parlamentswahl am 25. November 2012 erhielt die Partei 13,7 % der Stimmen und stellt mit 21 Sitzen nun die zweitgrößte Fraktion im Regionalparlament. Sie unterstützt auf Grundlage eines Tolerierungsabkommens die Minderheitsregierung der bürgerlich-katalanistischen CiU.
Im spanischen Parlament war die ERC seit der Parlamentswahl 2008 mit nur noch 3 Sitzen vertreten und verlor somit ihren Fraktionsstatus. In ihrem Stammland Katalonien stürzte sie – vor allem wegen der aktuellen spanischen Entwicklung hin zu einem Zwei-Parteiensystem, dessen Polarisierung zwischen PSOE und PP sich negativ auf die Klein- und Regionalparteien auswirkte – in der Wählergunst von 15,89 % (2004) auf 7,86 % ab. Dies führte im Juni zu einer Neuwahl der Parteispitze, bei der sich der gemäßigt-regionalistische Flügel um Joan Puigcercós gegen den stärker separatistischen Carod-Rovira durchsetzen konnte.
Auf europäischer Ebene beteiligt sich ERC an der Europäischen Freien Allianz (EFA), einem Bündnis europäischer Regionalparteien. Im Rahmen dieser Allianz trat sie gemeinsam mit weiteren spanischen Parteien (Chunta Aragonesista, Eusko Alkartasuna, Partido Andalucista und Bloque Nacionalista Galego) zu Europawahlen an. Bei der Europawahl 2004 erreichte diese Listenverbindung einen Sitz im Europaparlament, der zunächst von ERC-Mitglied Bernat Joan i Marí, nach dessen Ausscheiden aus dem Parlament im Juni 2007 von Mikel Irujo (EA) eingenommen wurde. Bei der Europawahl in Spanien 2009 war Oriol Junqueras (ERC) Spitzenkandidat dieser Liste. zur Europawahl 2014 schmiedete sie unter dem Namen „L'Esquerra pel Dret a Decidir“ ein eigenes katalanisches Wahlbündnis mit den beiden Kleinparteien NECat und CATSÍ, über das Josep Maria Terricabras in das Europaparlament gewählt wurde.
Für die Wahl zum spanischen Parlament 2015 bildete die ERC eine Wahlbündnis mit der Kleinpartei Catalunya Sí unter dem Namen ERC-CATSÍ. Bei der Wahl zum katalanischen Regionalparlament am 27. September 2015 trat sie noch zusammen mit der CDC im Wahlbündnis Junts pel Sí an und verhalf der gemeinsamen Liste mit etwa 39 % der Stimmen zu einem deutlichen Wahlsieg zu Gunsten des Unabhängigkeitslagers; der ehemalige Partner der CDC, die UDC, konnte hingegen kein einziges Mandat mehr gewinnen, sein Stimmenpotential also übernommen werden. Dieses Wahlbündnis wurde – obwohl lange so geplant – für die Wahl zum spanischen Parlament vom 20. Dezember 2015 aber nicht neu aufgelegt. Bei der landesweiten Wahl konnte die ERC-CATSÍ jedoch mit 2,39 % (in Katalonien 15,99 %) und neun Sitzen ihren Anteil gegenüber 2011 deutlich steigern. Auch bei der Neuwahl am 26. Juni 2016 errang ERC-CATSÍ mit nunmehr 2,63 % (in Katalonien 18,17 %) erneut neun Sitze.
Seit dem 17. Januar 2018 stellt die ERC mit Roger Torrent den Parlamentspräsidenten im katalanischen Regionalparlament, das bei der Parlamentswahl in Katalonien 2017 neu gewählt wurde. Bei dieser Wahl hatte das Wahlbündnis von ERC und CATSÍ 21,39 % 32 der 135 Mandate errungen. Ferner gehört ihr der Bürgermeister von Sarrià de Ter in Kataloniens Provinz Girona an.
2020 enthielten sich die 13 ERC-Abgeordneten im spanischen Parlament bei der Wahl Pedro Sánchez’ zum spanischen Ministerpräsidenten und ermöglichten diesem damit die erfolgreiche Wahl.
Bei der Parlamentswahl in Katalonien 2021 belegte die ERC mit 21,30 % den zweiten Platz und war damit die erfolgreichste der separatistischen Parteien. In der Folge wurde Pere Aragonès, der zu dem Zeitpunkt bereits interimistisch das Amt des Ministerpräsidenten von Katalonien führte, im Amt bestätigt. Die ERC ging eine Koalition mit weiteren separatistischen Parteien, insbesondere der Junts per Catalunya ein. 2022 verließ Junts die Regierungskoalition.
Bei der Parlamentswahl in Katalonien 2024 verlor die ERC an Stimmen und kam mit rund 14 % nur noch auf den dritten Platz. Bei der Wahl des Ministerpräsidenten stimmten die 20 Abgeordneten der ERC für Salvador Illa (PSC) und damit für einen nicht-independistischen Regierungschef.